# Тепиче-Палацото (Торино)
Тепиче-Палацото је насеље у Италији у округу Торино, региону Пијемонт.
Према процени из 2011. у насељу је живело 56 становника. Насеље се налази на надморској висини од 338 м.